# Koury
Koury è un comune rurale del Mali facente parte del circondario di Yorosso, nella regione di Sikasso.
Il comune è composto da 16 nuclei abitati:
- Déssena
- Diaramana
- Diena
- Douna
- Founa
- Gouélé
- Kona
- Koury
- Mougna
- Niougoura
- Ouakona
- Pikoro
- Sakono
- Sané
- Tandio
- Tiankoro